# Johann Wilhelm Franz von Nesselrode-Ehreshoven
Johann Wilhelm Franz Graf von Nesselrode-Ehreshoven (* 4. September 1710; † 5. März 1757 in Hildesheim) war Domherr in Münster und Paderborn sowie Dombursar in Münster.

## Leben

### Herkunft und Familie
Johann Wilhelm Franz von Nesselrode zu Ehreshoven entstammte als Sohn des Franz Karl von Nesselrode-Ehreshoven (1673–1750) und dessen Gemahlin Maria Theresia von Schorlemer dem westfälischen Adelsgeschlecht von Nesselrode. Aus diesem, welches seinen Stammsitz von 1396 bis 1921 im Schloss Ehreshoven hatte, sind zahlreiche Amtmänner und Räte in bergischen Diensten sowie Domherren und Kanoniker hervorgegangen. Johann Wilhelm hatte vierzehn Geschwister, darunter seine Schwestern Carolina Maria Catharina (Stiftsdame in Neuss), Maria Anna (Stiftsdame in Neuss), Maria Theresia (Stiftsdame zu Wylich) und seine Brüder Karl Franz (Geheimer Staats- und Konferenzminister), Franz Bertram (Domherr in Lüttich), Josef Anton (Domherr in Trier, Osnabrück und Lüttich), Adam Hieronymus Joseph (Domherr in Lüttich, Osnabrück und Trier) und Maria Julius Wilhelm Franz (Russisch-kaiserlicher Geheimrat, Kammerherr).

### Wirken
Johann Wilhelm erhielt vom Turnar die münstersche Dompräbende des verstorbenen Dompropstes Wilhelm Hermann Ignaz von Wolff-Metternich. Er wurde am 22. Juni 1734 nach dem Verzicht seines Bruders Karl Franz auch Domherr in Hildesheim, wo er dann auch ab 1736 residierte. Durch päpstlichen Zuspruch erhielt er am 7. April 1745 eine Präbende in Lüttich, wo er aber bereits im Jahre 1750 verzichtete. Johann Wilhelm war katholischer Priester und auch Domherr in Mainz. Seit 1737 war er in der Funktion des Assessors der Domkellnerei.